# Копанківська сільська рада
| Копанківська сільська рада — орган місцевого самоврядування у Калуському районі Івано-Франківської області з адміністративним центром у с. Копанки. Водоймища на території, підпорядкованій даній раді: річка Сівка. Сільській раді підпорядковані населені пункти: - с. Копанки |

## Склад ради
Рада складається з 16 депутатів та голови.

### Керівний склад ради
| ПІБ                       | Основні відомості                                                                              | Дата обрання | Дата звільнення |
| ------------------------- | ---------------------------------------------------------------------------------------------- | ------------ | --------------- |
| Федун Микола Миколайович  | Сільський голова, 1968 року народження, освіта                                                 | 26.03.2006   | 31.10.2010      |
| Федун Микола Миколайович  | Сільський голова, 1968 року народження, освіта, безпартійний                                   | 31.10.2010   | 15.05.2013      |
| Романович Василь Іванович | Сільський голова, 1986 року народження, освіта вища, член Всеукраїнського об'єднання 'Свобода' | 15.12.2013   |                 |

Примітка: таблиця складена за даними джерела